# Brazgotina
Brazgotina je znamenje, ki ostane na koži ali drugih tkivih po zaceljenju rane. Brazgotino sestavlja vlaknasto tkivo, ki se razlikuje od tkiv, iz katerih nastane. Večina manjših brazgotin sčasoma izgine. Večje brazgotine zmanjšujejo in napravijo manj opazne plastični kirurgi, včasih s presaditvijo kože.
Obliko brazgotine, poznano kot keloid, je težko zdraviti. Brazgotine v notranjosti telesa, ki nastanejo po poškodbi ali po operaciji, navadno ne povzročajo hujših težav. Včasih nastanejo zarastline, če brazgotinasto tkivo priraste na okoliška tkiva in organe. Takšna zarastlina ovira normalno delovanje organa, zato je potrebna kirurška operacija.